# فرنسيس وايت (سياسي)
فرنسيس وايت (بالإنجليزية: Frank White)‏ هو سياسي أسترالي، ولد في 21 أبريل 1830، وتوفي في 4 مايو 1875 في أستراليا. انتخب عضو الجمعية التشريعية نيو ساوث ويلز.